# Temple d'Atena Àlea
El Temple d'Atena Àlea (en grec: Ναός Αλέας Αθηνάς) era un santuari de Tègea, a l'antiga Grècia, dedicat a Atena sota l'epítet d'Atena Àlea. Era un temple important, considerat un dels santuaris més importants d'Atena en l'antiga Grècia.

## Història

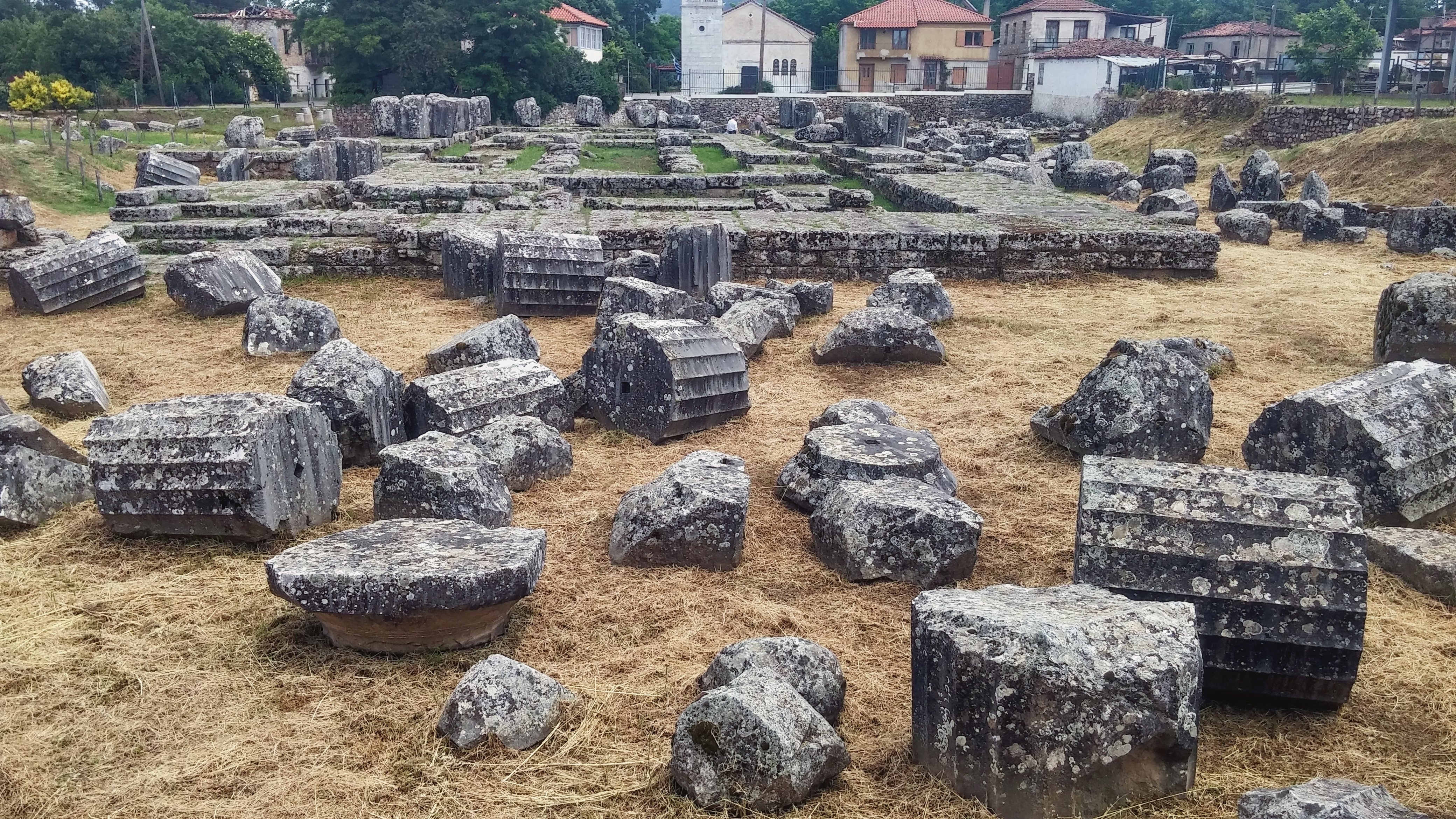
El temple el 2017

L'emplaçament del temple havia servit com a lloc de culte a la dea local Àlea, a tot tardar en època micènica. Més tard, aquesta dea es va associar amb Atena. El santuari es va crear en el període geomètric. Es diu que el temple, el va construir Àleu, fill d'Afides, del qual deu provenir l'epítet de la dea.
Un temps després, els habitants de Tègea van construir un gran temple que s'incendià en el 395 ae, i un terratrèmol al segle iv el va destruir.
El primer temple es va construir ací en el període arcaic, en el 600 ae. Va ser destruït per un incendi el 395/394 ae i substituït per un nou temple construït cap a 350 ae. Va ser dissenyat per l'arquitecte i escultor de Paros Escopes. Fou el més important d'Arcàdia i el major del Peloponnés, i un dels centres culturals més importants de tota l'Antiga Grècia. En concret, va servir de refugi per a moltes persones necessitades.
August se'n va emportar l'estàtua de culte del temple a Roma després de derrotar a Marc Antoni. En els anys 400-500, fou destruït per un terratrèmol. Molt més tard, s'hi va construir una església. Més tard encara, s'hi va establir un llogaret, ara conegut com Àlea.
Les recerques arqueològiques del temple, les començà A. Milchhöfer el 1879 i van continuar sota la direcció de Wilhelm Dörpfeld el 1882. Les excavacions se'n van dur a terme entre el 1900 i el 1910 sota la supervisió de Gustave Mendel i Charles Dugas. En aquesta època s'enderrocaren les cases situades damunt les ruïnes del temple. Les excavacions, les feu l'Escola Francesa d'Atenes.

## Descripció

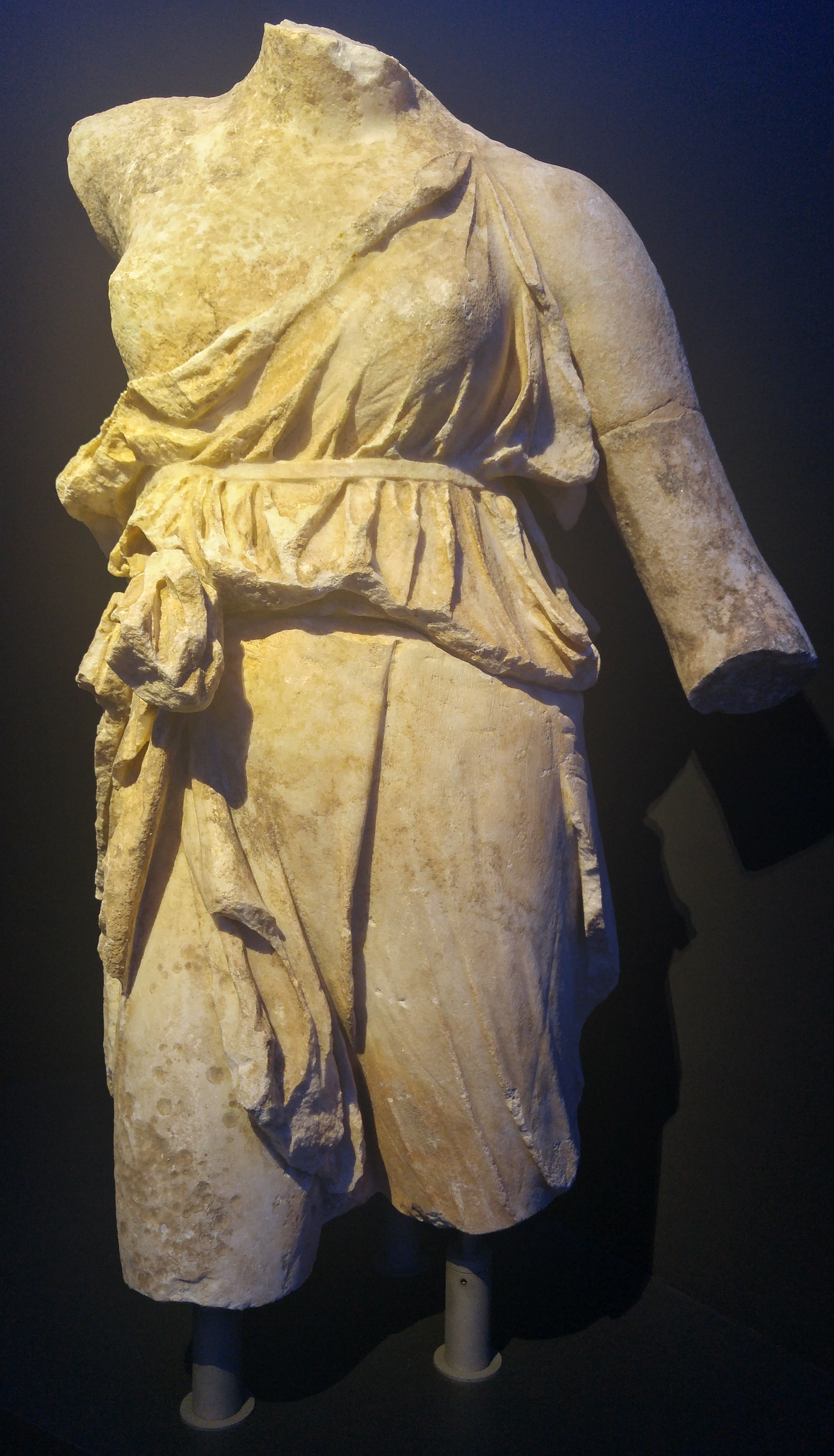
L'escultura de Nice que decorava l'acroteri del temple. Museu Arqueològic de Tegea

El segon santuari era d'ordre dòric, en marbre, que, segons es diu, superava en grandària i esplendor tots els altres temples del Peloponnés.
Era un temple anfipròstil, l'estilòbat del qual feia 47,55 x 19,19 m, i estava envoltat per una triple filera de columnes d'ordres diferents. Les del pronaos eren corínties, el mateix que les que suportaven la teulada del naos. El temple tenia 6 × 14 columnes, 36 en total. El naos s'obria cap a l'est. A dins hi havia una estàtua de culte de vori d'Atena, així com estàtues d'Asclepi i Higiea, almenys durant l'època de Pausànias. A banda i banda del naos hi havia set semicolumnes corínties. Una rampa duia a la porta del costat est del temple, mentre que una altra conduïa a una porta més petita del costat nord.
Les decoracions del frontó representaven mites, com ara la caça del Senglar de Calidó i la batalla de Tèlef contra els grecs, d'ascendència de Tègea.
Només s'han conservat els fonaments i elements estructurals menors del temple. Els decoratius i altres objectes se'n troben al Museu Arqueològic de Tègea.